# Lista de episódios de Homeland

Logotipo da série.

Homeland é uma série de televisão norte-americana desenvolvida por Howard Gordon e Alex Gansa, baseada na série israelense Hatufim criada por Gideon Raff. Ela é estrelada por Claire Danes como Carrie Mathison, uma oficial de operações da CIA que passa acreditar que um fuzileiro americano, que era um prisioneiro da Al-Qaeda, passou para o lado inimigo e agora representa um significativo risco a segurança nacional. Homeland estreou nos Estados Unidos pela Showtime em 2 de outubro de 2011.

## Temporadas
| Temporada | Temporada | Episódios | Exibição               | Exibição               | Lançamento de DVD e Blu-ray | Lançamento de DVD e Blu-ray | Lançamento de DVD e Blu-ray |
| Temporada | Temporada | Episódios | Estreia de temporada   | Final de temporada     | Região 1                    | Região 2                    | Região 4                    |
| --------- | --------- | --------- | ---------------------- | ---------------------- | --------------------------- | --------------------------- | --------------------------- |
|           | 1         | 12        | 2 de outubro de 2011   | 18 de dezembro de 2011 | 28 de agosto de 2012        | 1 de outubro de 2012        | 19 de setembro de 2012      |
|           | 2         | 12        | 30 de setembro de 2012 | 16 de dezembro de 2012 | 10 de setembro de 2013      | 9 de setembro de 2013       | —                           |
|           | 3         | 12        | 29 de setembro de 2013 | 15 de dezembro de 2013 | —                           | —                           | —                           |
|           | 4         | 12        | 5 de outubro de 2014   | 21 de dezembro de 2014 | —                           | —                           | —                           |
|           | 5         | TBA       | 04 de outubro de 2015  | TBA                    | —                           | —                           | —                           |
|           | 6         | 12        | 15 de janeiro de 2017  | 9 de abril de 2017     | --                          |                             |                             |

## Episódios

### 1.ª temporada: 2011
| N.º na série | N.º na temp. | Título                 | Dirigido por       | Escrito por                                                                 | Exibição original      | Cód. de produção | Audiência nos EUA (milhões) |
| ------------ | ------------ | ---------------------- | ------------------ | --------------------------------------------------------------------------- | ---------------------- | ---------------- | --------------------------- |
| 1            | 1            | "Pilot"                | Michael Cuesta     | Howard Gordon, Alex Gansa & Rideon Raff                                     | 2 de outubro de 2011   | 1WAH79           | 1.08                        |
| 2            | 2            | "Grace"                | Michael Cuesta     | História: Alex Gansa Roteiro: Alexander Cary                                | 9 de outubro de 2011   | 1WAH01           | 0.94                        |
| 3            | 3            | "Clear Skin"           | Dan Attias         | Chip Johannessen                                                            | 16 de outubro de 2011  | 1WAH02           | 1.08                        |
| 4            | 4            | "Semper I"             | Jeffrey Nachmanoff | Howard Gordon & Alex Gansa                                                  | 23 de outubro de 2011  | 1WAH03           | 1.10                        |
| 5            | 5            | "Blind Spot"           | Clark Johnson      | Alexander Cary                                                              | 30 de outubro de 2011  | 1WAH04           | 1.28                        |
| 6            | 6            | "The Good Soldier"     | Brad Turner        | Henry Bromell                                                               | 6 de novembro de 2011  | 1WAH05           | 1.33                        |
| 7            | 7            | "The Weekend"          | Michael Cuesta     | Meredith Stiehm                                                             | 13 de novembro de 2011 | 1WAH06           | 1.42                        |
| 8            | 8            | "Achilles Heel"        | Tucker Gates       | Chip Johannessen                                                            | 20 de novembro de 2011 | 1WAH07           | 1.20                        |
| 9            | 9            | "Crossfire"            | Jeffrey Nachmanoff | Alexander Cary                                                              | 27 de novembro de 2011 | 1WAH08           | 1.35                        |
| 10           | 10           | "Representative Brody" | Guy Ferland        | Henry Bromell                                                               | 4 de dezembro de 2011  | 1WAH09           | 1.22                        |
| 11           | 11           | "The Vest"             | Clark Johnson      | Meredith Stiehm & Chip Johannessen                                          | 11 de dezembro de 2011 | 1WAH10           | 1.32                        |
| 12           | 12           | "Marine One"           | Michael Cuesta     | História: Alex Gansa & Chip Johannessen Roteiro: Alex Gansa & Howard Gordon | 18 de dezembro de 2011 | 1WAH11           | 1.71                        |

### 2.ª temporada: 2012
| N.º na série | N.º na temp. | Título                  | Dirigido por        | Escrito por                                                          | Exibição original      | Cód. de produção | Audiência nos EUA (milhões) |
| ------------ | ------------ | ----------------------- | ------------------- | -------------------------------------------------------------------- | ---------------------- | ---------------- | --------------------------- |
| 13           | 1            | "The Smile"             | Michael Cuesta      | Alex Gansa & Howard Gordon                                           | 30 de setembro de 2012 | 2WAH01           | 1.73                        |
| 14           | 2            | "Beirut Is Back"        | Michael Cuesta      | Chip Johannessen                                                     | 7 de outubro de 2012   | 2WAH02           | 1.66                        |
| 15           | 3            | "State of Independence" | Lodge Kerrigan      | Alexander Cary                                                       | 14 de outubro de 2012  | 2WAH03           | 1.48                        |
| 16           | 4            | "New Car Smell"         | David Semel         | Meredith Stiehm                                                      | 21 de outubro de 2012  | 2WAH04           | 1.75                        |
| 17           | 5            | "Q&A"                   | Lesli Linka Glatter | Henry Bromell                                                        | 28 de outubro de 2012  | 2WAH05           | 2.07                        |
| 18           | 6            | "A Gettysburg Address"  | Guy Ferland         | Chip Johannessen                                                     | 4 de novembro de 2012  | 2WAH06           | 1.74                        |
| 19           | 7            | "The Clearing"          | John Dahl           | Meredith Stiehm                                                      | 11 de novembro de 2012 | 2WAH07           | 1.91                        |
| 20           | 8            | "I'll Fly Away"         | Michael Cuesta      | Roteiro: Howard Gordon & Chip Johannessen História: Chip Johannessen | 18 de novembro de 2012 | 2WAH08           | 1.87                        |
| 21           | 9            | "Two Hats"              | Dan Attias          | Alexander Cary                                                       | 25 de novembro de 2012 | 2WAH09           | 2.02                        |
| 22           | 10           | "Broken Hearts"         | Guy Ferland         | Henry Bromell                                                        | 2 de dezembro de 2012  | 2WAH10           | 2.20                        |
| 23           | 11           | "In Memoriam"           | Jeremy Podeswa      | Chip Johannessen                                                     | 9 de dezembro de 2012  | 2WAH11           | 2.36                        |
| 24           | 12           | "The Choice"            | Michael Cuesta      | Alex Gansa & Meredith Stiehm                                         | 16 de dezembro de 2012 | 2WAH12           | 2.29                        |

### 3.ª temporada: 2013
| N.º na série | N.º na temp. | Título              | Dirigido por        | Escrito por                          | Exibição original      | Cód. de produção | Audiência nos EUA (milhões) |
| ------------ | ------------ | ------------------- | ------------------- | ------------------------------------ | ---------------------- | ---------------- | --------------------------- |
| 25           | 1            | "Tin Man Is Down"   | Lesli Linka Glatter | Alex Gansa & Barbara Hall            | 29 de setembro de 2013 | 3WAH01           | 1.88                        |
| 26           | 2            | "Uh... Oh... Ah..." | Lesli Linka Glatter | Chip Johannessen                     | 6 de outubro de 2013   | 3WAH02           | 1.83                        |
| 27           | 3            | "Tower of David"    | Clark Johnson       | Henry Bromell & William Bromell      | 13 de outubro de 2013  | 3WAH03           | 1.81                        |
| 28           | 4            | "Game On"           | David Nutter        | James Yoshimura & Alex Gansa         | 20 de outubro de 2013  | 3WAH04           | 1.77                        |
| 29           | 5            | "The Yoga Play"     | Clark Johnson       | Patrick Harbinson                    | 27 de outubro de 2013  | 3WAH05           | 2.00                        |
| 30           | 6            | "Still Positive"    | Lesli Linka Glatter | Alexander Cary                       | 3 de novembro de 2013  | 3WAH06           | 2.00                        |
| 31           | 7            | "Gerontion"         | Carl Franklin       | Chip Johannessen                     | 10 de novembro de 2013 | 3WAH07           | 1.85                        |
| 32           | 8            | "A Red Wheelbarrow" | Seith Mann          | Alex Gansa & James Yoshimura         | 17 de novembro de 2013 | 3WAH08           | 1.78                        |
| 33           | 9            | "One Last Thing"    | Jeffrey Reiner      | Barbara Hall                         | 24 de novembro de 2013 | 3WAH09           | 1.94                        |
| 34           | 10           | "Good Night"        | Keith Gordon        | Alexander Cary & Charlotte Stoudt    | 1 de dezembro de 2013  | 3WAH10           | 2.06                        |
| 35           | 11           | "Big Man in Tehran" | Daniel Minahan      | Chip Johannessen & Patrick Harbinson | 8 de dezembro de 2013  | 3WAH11           | 2.09                        |
| 36           | 12           | "The Star"          | Lesli Linka Glatter | Alex Gansa & Meredith Stiehm         | 15 de dezembro de 2013 | 3WAH12           | 2.38                        |

### 4.ª temporada: 2014
| N.º na série | N.º na temp. | Título                                    | Dirigido por                     | Escrito por                       | Exibição original      | Cód. de produção | Audiência nos EUA (milhões) |
| ------------ | ------------ | ----------------------------------------- | -------------------------------- | --------------------------------- | ---------------------- | ---------------- | --------------------------- |
| 37 38        | 1 2          | "The Drone Queen" "Trylon and Perisphere" | Lesli Linka Glatter Keith Gordon | Alex Gansa Chip Johannessen       | 5 de outubro de 2014   | 4WAH01 4WAH02    | 1.61                        |
| 39           | 3            | "Shalwar Kameez"                          | Lesli Linka Glatter              | Alexander Cary                    | 12 de outubro de 2014  | 4WAH03           | 1.22                        |
| 40           | 4            | "Iron in the Fire"                        | Michael Offer                    | Patrick Harbinson                 | 19 de outubro de 2014  | 4WAH04           | 1.35                        |
| 41           | 5            | "About a Boy"                             | Charlotte Sieling                | Meredith Stiehm                   | 26 de outubro de 2014  | 4WAH05           | 1.52                        |
| 42           | 6            | "From A to B and Back Again"              | Lesli Linka Glatter              | Chip Johannessen                  | 2 de novembro de 2014  | 4WAH06           | 1.54                        |
| 43           | 7            | "Redux"                                   | Carl Franklin                    | Alexander Cary                    | 9 de novembro de 2014  | 4WAH07           | 1.55                        |
| 44           | 8            | "Halfway to a Donut"                      | Alex Graves                      | Chip Johannessen                  | 16 de novembro de 2014 | 4WAH08           | 1.66                        |
| 45           | 9            | "There's Something Else Going On"         | Seith Mann                       | Patrick Harbinson                 | 23 de novembro de 2014 | 4WAH09           | 1.77                        |
| 46           | 10           | "13 Hours in Islamabad"                   | Dan Attias                       | Alex Gansa & Howard Gordon        | 7 de dezembro de 2014  | 4WAH10           | 1.95                        |
| 47           | 11           | "Krieg Nicht Lieb"                        | Clark Johnson                    | Alexander Cary & Chip Johannessen | 14 de dezembro de 2014 | 4WAH11           | 2.11                        |
| 48           | 12           | "Long Time Coming"                        | Lesli Linka Glatter              | Meredith Stiehm                   | 21 de dezembro de 2014 | 4WAH12           | 1.92                        |